# Ignaz Holzbauer
Ignaz Jakob Holzbauer (ur. 17 września 1711 w Wiedniu, zm. 7 kwietnia 1783 w Mannheimie) – austriacki kompozytor.

## Życiorys
Zgodnie z wolą ojca kształcił się na prawnika, w zakresie muzyki był autodydaktą. Uczył się śpiewu oraz gry na instrumentach u chórzystów wiedeńskiej katedry św. Szczepana. Reguł kompozycji nauczył się samodzielnie z lektury Gradus ad Parnassum Johanna Josepha Fuxa. W latach 30. XVIII wieku przebywał w Wenecji, gdzie mógł poznać Antonia Vivaldiego, Tomaso Albinoniego i Baldassare Galuppiego. Po powrocie z Włoch był kapelmistrzem na dworze hrabiego von Rottala w Holleschau. Tam też w 1737 roku poślubił śpiewaczkę Rosalie Andreides. W latach 1742–1744 był dyrektorem Burgtheater w Wiedniu. Od 1744 do 1747 roku ponownie przebywał we Włoszech. W 1751 roku został głównym kapelmistrzem na dworze księcia Karola Eugeniusza w Stuttgarcie, od 1753 roku pełnił natomiast tę samą funkcję na dworze elektora Karola Teodora w Mannheimie. W 1757 roku odbył podróż do Rzymu, w 1758 roku do Turynu, a w 1759 roku do Mediolanu. Przypuszczalnie bywał także w Paryżu.

## Twórczość
Był jednym z twórców szkoły mannheimskiej i jedną z czołowych postaci muzyki niemieckiej w okresie przedklasycznym. Ceniony przez współczesnych. Wolfgang Amadeus Mozart zachwycił się w 1777 roku jedną z jego mszy, chwalił go za zręczne posługiwanie się głosami wokalnymi i instrumentalnymi oraz za umiejętność pisania fug. Holzbauer skomponował około 60 symfonii, przeważnie o układzie 3-częściowym. Ponadto napisał 4 oratoria, 21 mszy, 37 motetów, Miserere, koncerty, divertimenta, kwartety smyczkowe, kwintety smyczkowe.
Na dworze mannheimskim Holzbauer odpowiedzialny był za pisanie oper na potrzeby teatru nadwornego. Opery te, wystawiane w Mannheimie lub Schwetzingen, miały wyłącznie znaczenie lokalne. Spośród nich wyróżnia się jedynie Günther von Schwarzburg (1777), zrywająca z kanonami opery włoskiej i wprowadzająca elementy narodowe. Ponadto był autorem oper Il Figlio delle selve (1753), L’isola disabitata (1754), L’issipile (1754), Don Chisciotte (1755), I Cinesi (1756), Le nozze d’Arianna (1756), Il Filosofo di campagna (1756), La clemenza di Tito (1757), La Nitteti (1758), Alessandro nell’Indie (1759), Ippolito ed Aricia (1759), Adriano in Siria (1768) i Tancredi (1783), a także muzyki baletowej do oper Johanna Adolfa Hassego L’Ipermestra (1744) i Arminio (1747).